# Jerzy Augustyński (prawnik)
Jerzy Stanisław Augustyński (ur. 22 marca 1908 w Sanoku, zm. 11 listopada 1939 w Piaśnicy) – polski prawnik, działacz Polonii gdańskiej, urzędnik Polskiej Agencji Eksportu Drewna (Paged) w Gdyni.

## Życiorys

### Pochodzenie i wykształcenie
Urodził się 22 marca 1908 w Sanoku. Był synem Jana Augustyńskiego i Stefanii z d. Nalepa (1878-1965), wnukiem Wojciecha Augustyńskiego, wójta Odporyszowa. Miał młodszego brata Witolda. Podczas I wojny światowej przebywał wraz z bliskimi w Salzburgu, gdzie ojciec organizował szkolnictwo polskie dla uchodźców z Małopolski. Pod koniec wojny powrócił z rodziną do Sanoka, gdzie ojciec uczestniczył w rozbrajaniu wojsk austriackich. 
W 1920 jako uczeń chlubnie uzdolniony ukończył II klasę w Państwowym Gimnazjum w Sanoku. W tym czasie jego ojciec, będący profesorem w tej szkole, znalazł się w gronie kilku pedagogów z tej placówki, których skierowano do pracy w polskich szkołach na obszarze byłego zaboru pruskiego. Wobec tego w połowie marca 1920 Jerzy przeprowadził się z rodziną do Nakła, a następnie do Grudziądza, gdzie jego ojciec był dyrektorem tamtejszego gimnazjum. W 1926 ukończył Gimnazjum Klasyczne w Grudziądzu, następnie zamieszkał z rodzicami w Gdańsku. Brał czynny udział w pracy społecznej rodziców, angażując się w życie Polonii gdańskiej. W tym czasie ojciec był dyrektorem Gimnazjum Polskiego i wiceprezesem Polskiej Macierzy Szkolnej w Gdańsku, a matka prowadziła działalność w Towarzystwie Polek, które opiekowało się świetlicami dla polskiej młodzieży. Rodzina Augustyńskich utrzymywała bliskie relacje ze Stanisławą Przybyszewską. Stefania Augustyńska była jej przyjaciółką i opiekunką. Witold Augustyński był osobistym uczniem pisarki, znał także jej ojca Stanisława Przybyszewskiego.

### Praca zawodowa i społeczna
W 1930 podjął studia na Wydziale Prawa i Ekonomii Sorbony w Paryżu. Tam ożenił się z Allą (ur. 9 lutego 1909, zm. 1 maja 1979), z którą miał syna Jerzego Augustyńskiego - fotooperatora, autora filmów dokumentalnych. Po ukończeniu studiów zatrudnił się w Polskiej Agencji Eksportu Drewna (Paged) w Gdyni. W latach 1936–1939 mieszkał w Sopocie, przy Eisenhardtstraße 7 (obecnie ul. Chopina) w dwupiętrowej willi czynszowej wzniesionej w 1905 przez sopocką firmę projektowo-budowlaną Wilhelma Lippke. W bliskim sąsiedztwie znajdował się Dom Polski, centrum życia sopockiej Polonii. Jerzy Augustyński angażował się w działalność społeczno-oświatową jako kierownik Misji Dworcowej i Portowej, wiceprezes Koła Pracy Kobiet, członek Polskiego Związku Zachodniego, Gminy Polskiej i od 1937 Gminy Polskiej Związku Polaków, Koła Przyjaciół Harcerstwa, Związku Pracowników Kupieckich
Był kierownikiem świetlicy polskiej na Oruni. Celem świetlic było „zapewnienie rozrywki młodzieży polskiej oraz zaznajomienie jej z geografią i historią rodzinnego kraju, z polskim obyczajem ludowym. Każda ze świetlic urządzona została w innym stylu regionalnym. Do świetlic uczęszczała przeważnie młodzież robotnicza, pracująca w firmach niemieckich, stąd zadaniem prowadzących było wychowywanie jej w duchu polskości. Organizowano pogadanki, wieczornice, przedstawienia amatorskie, a także propagowano polską książkę i czytelnictwo przy aktywnym udziale Jana Augustyńskiego. Główną protektorką świetlic była zaś Leonia Papée, żona komisarza generalnego, siostra majora Henryka Dobrzańskiego „Hubala”.

### Śmierć

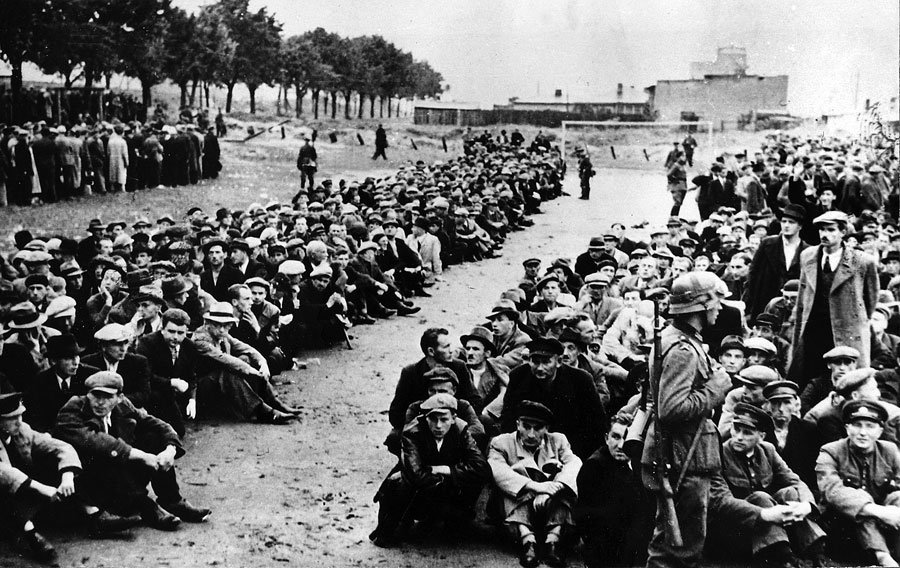
Polacy aresztowani w Gdyni we wrześniu 1939

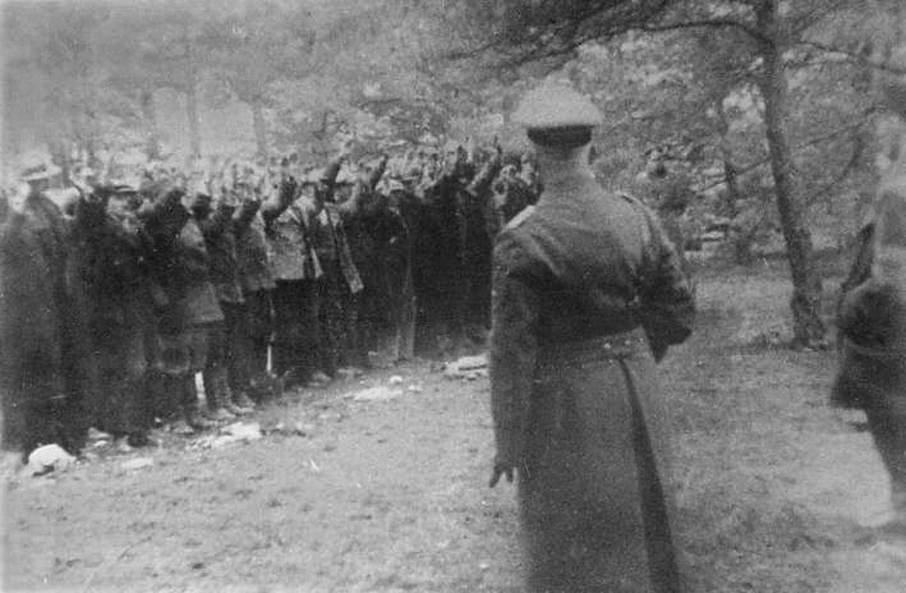
Egzekucja polskich jeńców w Piaśnicy w listopadzie 1939

Po wybuchu II wojny światowej wstąpił do ochotniczego oddziału obrony Gdyni, gdzie został aresztowany 14 września 1939. Przebywał kolejno: w obozie tzw. Sammelkonzentrationslager der polnischen Intelligenz, zorganizowanym w Etapie Emigracyjnym w Gdyni-Grabówku, w więzieniu w Gdańsku (areszt śledczy), od listopada w więzieniu w Wejherowie. 11 listopada 1939 został zamordowany w Piaśnicy k. Wejcherowa. Osierocił 6-letniego syna Jerzego i żonę Allę. 

## Upamiętnienie

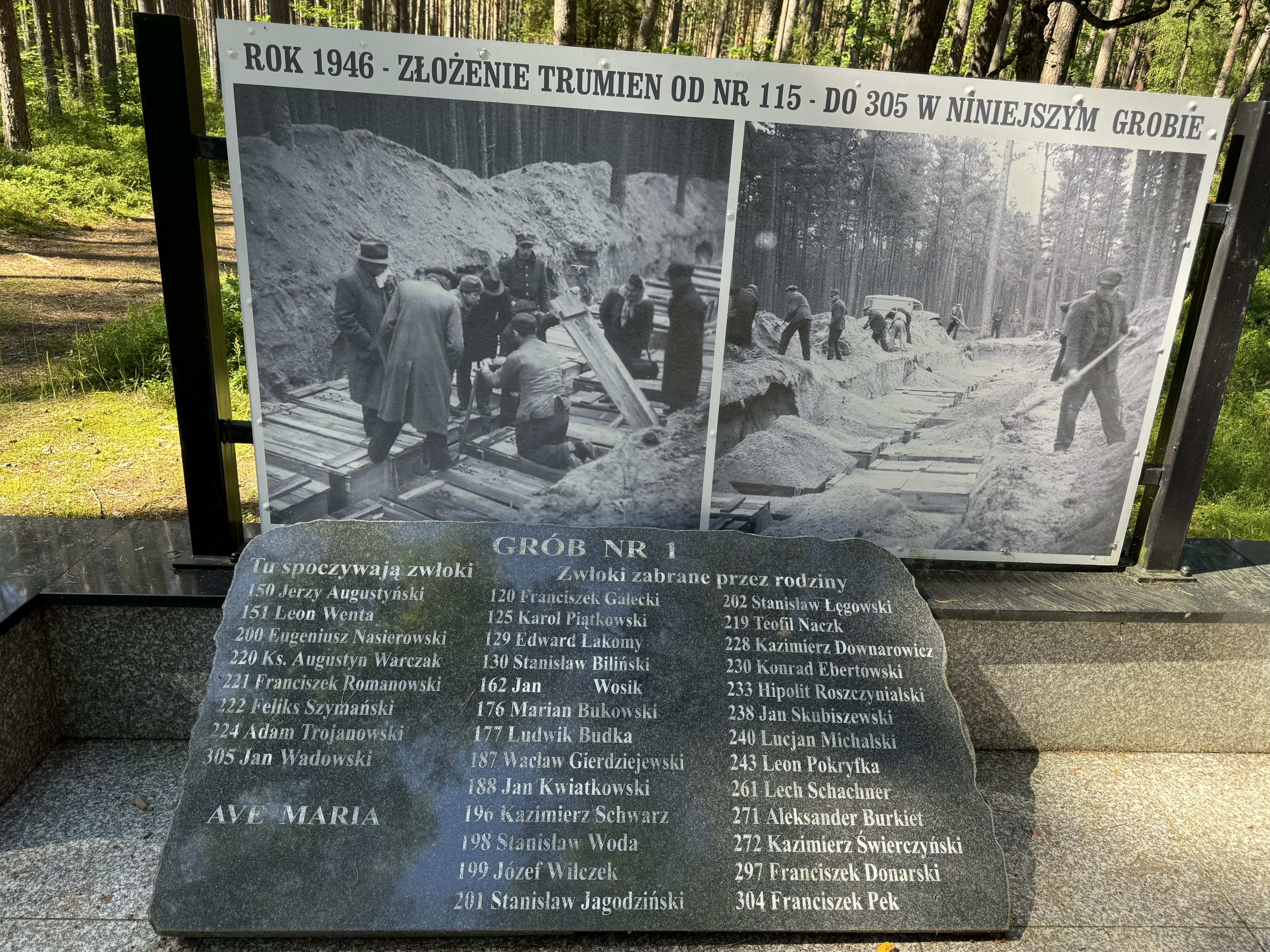
Miejsce zbiorowego pochówku w Piaśnicy, grupa A

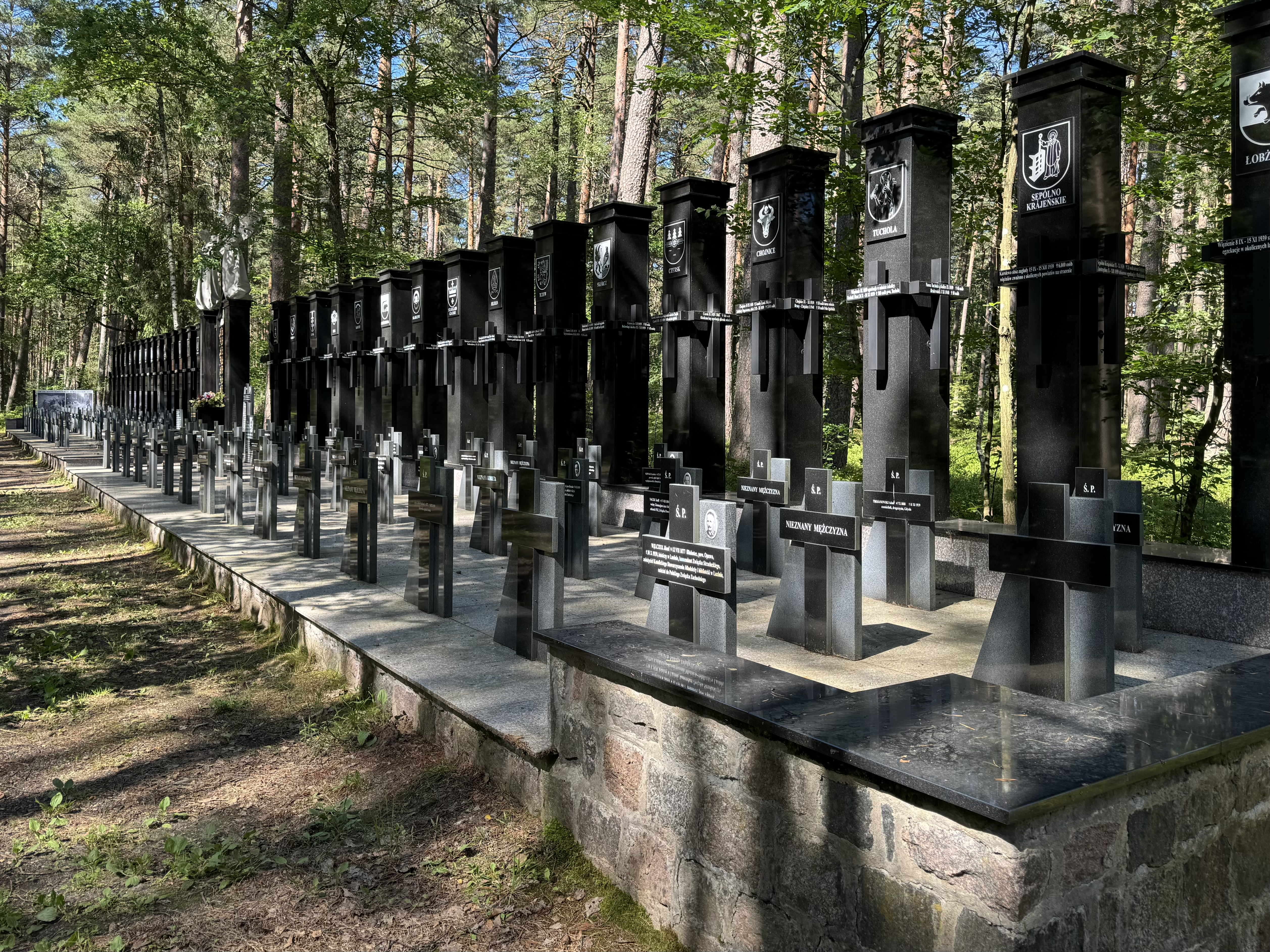
Zbiorowa mogiła zamordowanych przez hitlerowców niemieckich w Piaśnicy

W 1946 dokonano ekshumacji zwłok Jerzego Augustyńskiego, umieszczono je w trumnie nr 150 i pochowano w zbiorowej mogile w lesie Piaśnickim, grupa A.